# Satana a Goray
Satana a Goray (titolo originale Der Sotn in Gorey: a mayse fun fartsaytns) è il primo romanzo di Isaac Bashevis Singer. Scritto in lingua yiddish, uscì a puntate sulla rivista letteraria Globus - da lui pubblicata con l'amico Aaron Zeitlin - tra gennaio e settembre 1933. Pubblicato in volume a New York nel 1943, fu tradotto in inglese da Jacob Sloan (in collaborazione con l'autore), dove apparve nel 1955 presso Noonday Press col titolo Satan in Goray.

## Trama
Ambientato nella Polonia a metà del XVII secolo, negli anni successivi alla ribellione cosacca di Chmel'nyc'kyj (1648), racconta la storia del massacro di ebrei legati al culto messianico di un villaggio vicino a Biłgoraj, con la figura controversa di Sabbatai Zevi e gli effetti del suo bando sulla popolazione locale.

## Edizioni italiane
- trad. dall'inglese di Adriana Dell'Orto, Collana Narratori d'oggi n.7, Milano, Lerici, 1960; a cura di Elisabetta Zevi, Collana Biblioteca n.684, Milano, Adelphi, 2018, ISBN 978-88-4593-266-3.

- trad. dall'inglese di Bruno Oddera, Collana Tascabili n.145, Milano, Bompiani, 1979; con uno scritto di Claudio Magris, Collana La Gaja Scienza n.666, Milano, Longanesi, 2002, ISBN 978-88-304-1757-1; Collana TEAdue n.1187, Milano, TEA, 2004, ISBN 88-502-0601-1.